# Népi gyógyászat
Népi gyógyászat  a népi tapasztalaton, természetismereten, vallásosságon, mágián alapuló ismeretrendszer és gyakorlat. Területei a népi tünettan, kóroktan, fiziológia és anatómia. A magyar népi kóroktan történeti rétegei egybeesnek a világon ismert nagy gyógyászati áramlatokkal.

## A népi gyógyászat kezdeti korszakai
A honfoglalás előtti gyógyászat alapelve a pneumatan, amely szerint a szervezetet a benne keringő pneuma (levegő) tartja életben. A betegségeket a szervezetbe kerülő rossz levegő okozza.
A 10-17. század közötti orvoslási irányzat a humorális patológia (népi hippokratizmus), amely az egészséget a szervezet nedveinek egyensúlya, a betegséget pedig a nedvek egyensúlyának megbomlása alapján értelmezi. 
A népi gyógyászatnak a 18. századtól számítható harmadik nagy korszaka a szomatikus, materiális patológia, amely a betegséget a szervezetnek külső kórokozó hatására történő anyagi elváltozásaként értelmezi (Oláh Andor, 1989).

## Erdélyi népi gyógyászat
Az erdélyi népi gyógyászat történeti adatai természet- és orvostudományi munkákban és kéziratos füzetekben maradtak fenn. Méliusz Juhász Péter 1578-ban Kolozsvárt megjelent Herbáriuma mintegy 300 betegségnevet, 1500 javallatot őrzött meg. A fejedelmi udvar orvosa, Pápai Páriz Ferenc Pax Corporisa (Kolozsvár, 1690) a kor tudós gyógymódjai mellett számtalan "parasztorvosságot" ír le. A házi patika titkait népszerűsíti Juhász Máté Házi különös orvosságok (Kolozsvár, 1768) című munkája is. Kéziratos feljegyzések, levéltári iratok gyógyászati vonatkozásait több közlemény elemzi (Szabó T. Attila, 1939, 1945, Varjas Béla, 1943, Faragó József, 1947, Kiss András, 1980, Halászné Zelnik Katalin, 1992, Olosz Katalin, 1995).
A népi gyógyászat monografikus megközelítése Vajkai Aurél Népi orvoslás a Borsavölgyében (Kolozsvár, 1943) című munkájában található meg. A bemutatás a következő szempontokat érvényesíti:
- A. I. A beteg ember.
  - II. A betegség oka.
  - III. Gyógymódok.
- B. Betegségek és gyógyításuk.
- C. Állatorvoslás.

A kalotaszegi gyógymódok rendszerét közli Vasas Samu Népi gyógyászat. Kalotaszegi gyűjtés (1985) című könyve.
A Szabó T. E. Attila és Péntek János által végzett és irányított etnobotanikai kutatás a népi gyógyászat növényismereten alapuló eljárásait tárta fel (Szabó – Péntek 1976, Péntek – Szabó 1985). Több szerző a hivatalos orvostudomány felől közelít a népi gyógyászathoz (összefoglalása a Korunk Füzetek sorozatban megjelent Korszerű gyógynövényhasználat. Kolozsvár, 1982). Egy-egy vidék, település népgyógyászati adatait közli Horváth 1971, Kakas 1973, Kóczián – Pintér – Dr. Szabó László Gy. 1975, Kovács 1976, Kóczián – Szabó I. – Dr. Szabó László Gy. 1977, Kós 1979, Miklóssy 1980, Halászné Zelnik 1981, Keszeg 1981, Gub 1994.
A kolozsvári BBTE Magyar Nyelv és Kultúra Tanszékén két figyelemre méltó szakdolgozat készült a népi gyógyászat témaköréből (Kosz Zsófia 1996, Komáromi Tünde 1996 és 1997).